# 콘세르바토리오역
콘세르바토리오역(스페인어: Conservatorio)은 마드리드 지하철 12호선의 역이다. 마드리드 지방 헤타페 3구의 중심부에 위치해 있다. 역명은 '음악원'이란 뜻으로, 근처에 있는 헤타페 전문음악원에서 따왔다. 음악원 외에도 INEM 교육센터, IES 카르페디엠 상업지구, 호세 이에로 시문학센터 등이 있다. 요금구역상으로는 B1구역에 속한다.

## 역사
2003년 4월 11일 12호선 전 구간 개통과 함께 문을 열었다.
2014년 7월 6일부터 아로요 쿨레브로 역에서부터 로스 에스파르탈레스 역까지의 구간이 시설개선 공사로 운행을 일시중단하게 되었다. 해당 구간의 각 역에 있는 승강장 선로를 교체 개선하고 선로정비 체계를 대체하며, 터널 방수작업과 하수관 수용량 확대 등의 공사가 진행되었다. 또 해당 구간을 통과하는 열차의 속력을 시속 70km로 늘리게 되었다. 공사는 2014년 9월 8일에 마무리되었다.

## 환승 정보
역 주변에 시외버스 정류장이 세 곳 있다.
버스
- 헤타페 시내버스
  - 1, 2번 노선 (주간)
- 시외버스
  - 444번 노선 (주간)

지하철
| 마드리드 지하철        | 마드리드 지하철        | 마드리드 지하철         |
| ---------------------- | ---------------------- | ----------------------- |
| 아로요 쿨레브로 순환선 | 마드리드 지하철 12호선 | 알론소 데 멘도사 순환선 |